# Mijhaiți, Sambir
Mijhaiți (în ucraineană Міжгайці) este un sat în comuna Volea-Branețka din raionul Sambir, regiunea Liov, Ucraina.

## Demografie
Componența lingvistică a localității Mijhaiți
     Ucraineană (100%)
Conform recensământului din 2001, toată populația localității Mijhaiți era vorbitoare de ucraineană (100%).